# Maria-Theresia-Riff

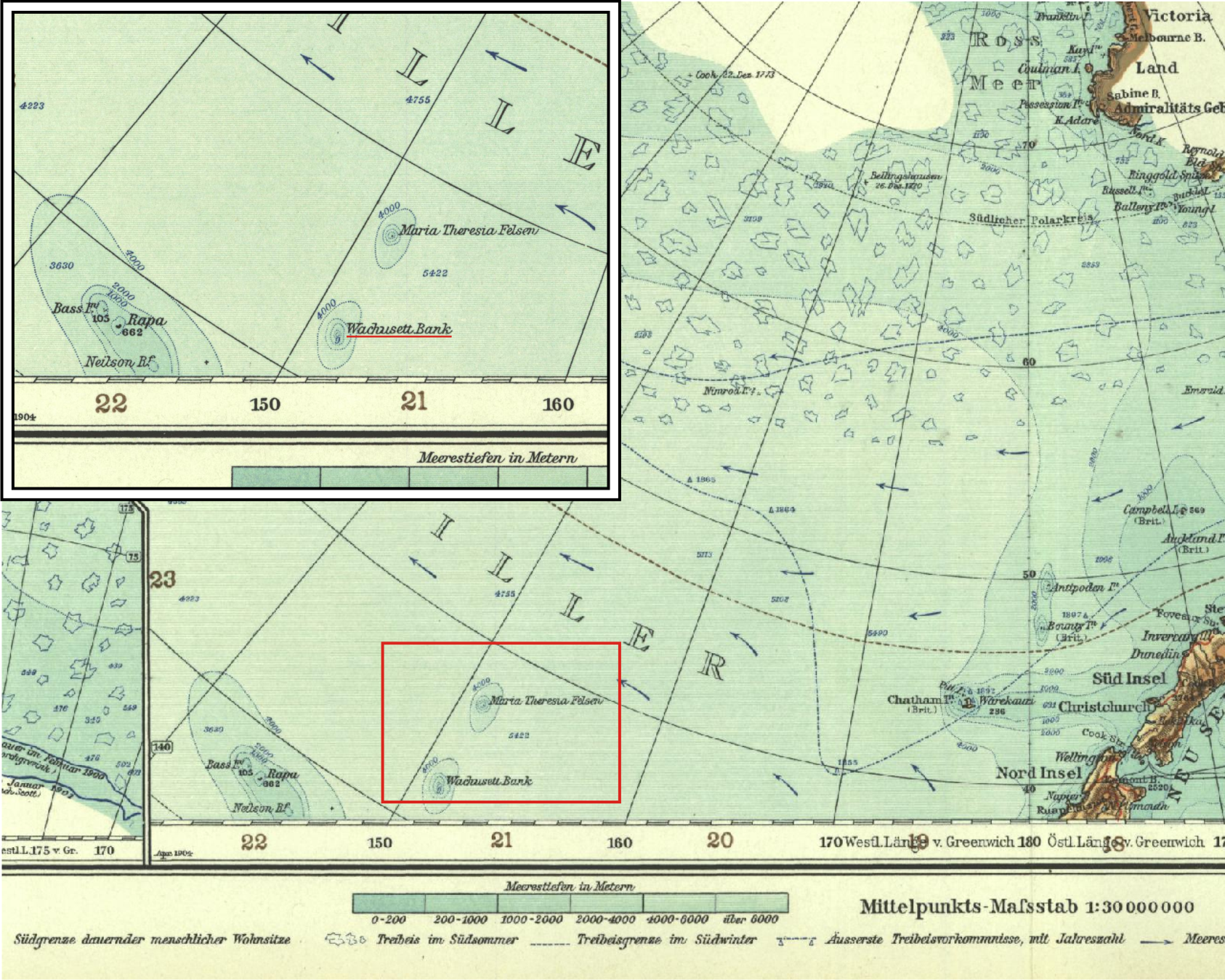
Maria-Theresa-Riff als Maria Theresia Felsen auf einer Karte der Antarktis

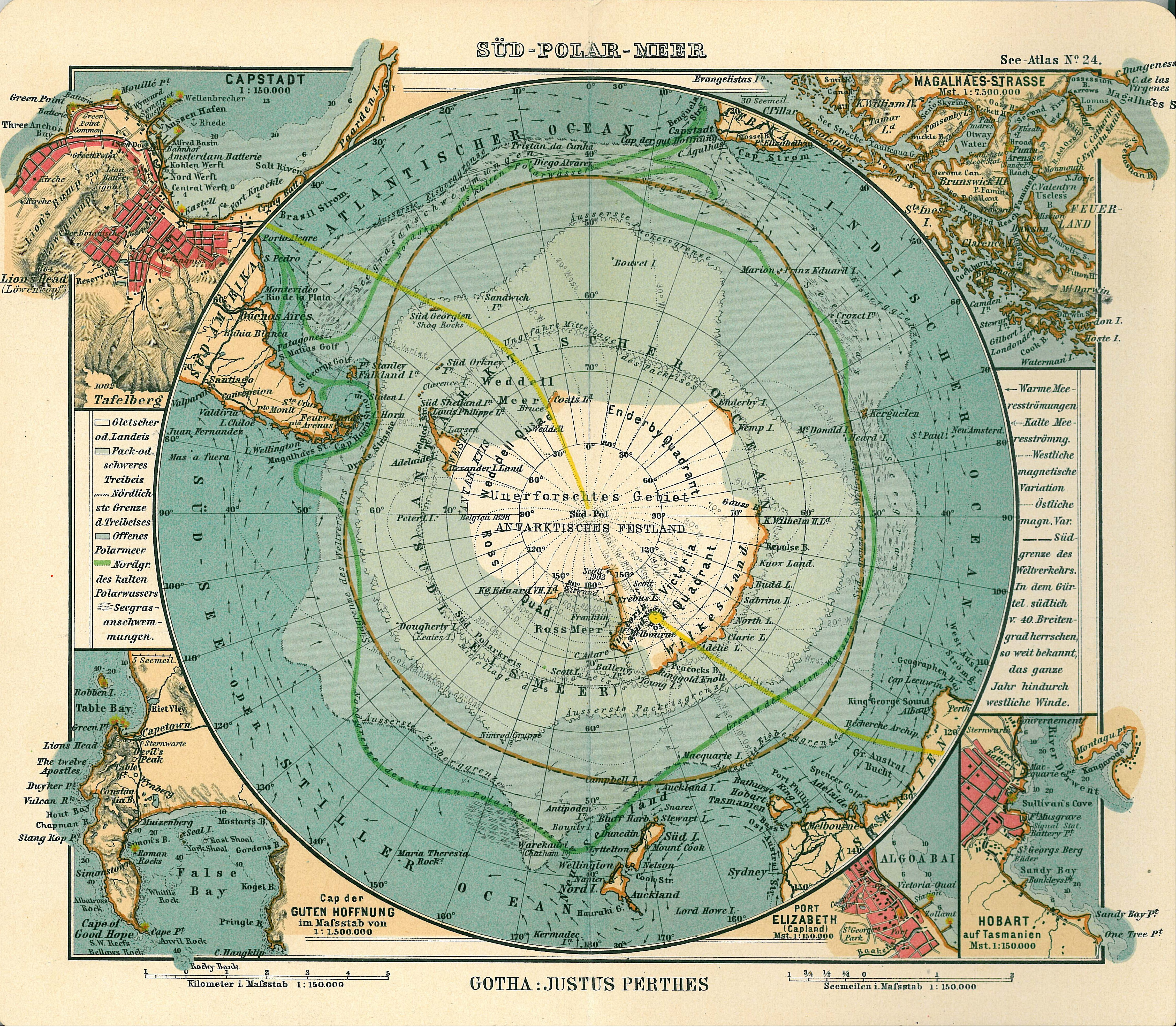
Historische Antarktis-Karte von 1906 mit dem Maria Theresia Rock?

Das Maria-Theresia-Riff (auch Maria-Theresia-Insel, Tabor oder Taber) soll südlich des Tuamotu-Archipels im Pazifischen Ozean liegen. Seine Existenz ist ebenso wie die des Ernest-Legouvé-Riffs nicht geklärt, möglicherweise handelt es sich um Phantominseln. Dementsprechend wird es in manchen Atlanten vermerkt, in anderen nicht. Seine Lage abseits üblicher Schifffahrtslinien ist ein wesentlicher Grund für die ungenügende Überprüfung seiner Existenz.
Am 16. November 1843 befand sich der US-amerikanische Walfänger Maria Theresa unter Kapitän Asaph P. Taber bei 36° 50′ S, 136° 39′ W. Das Logbuch berichtet widersprüchlich  von breakers (Brecher/Brandung) oder breaches (der Blas von Walen). Die älteste erhaltene Nachricht, Taber habe ein Riff oder eine Insel entdeckt, findet sich am 2. März 1844 in der Zeitung The Friend, Honolulu. Die hier wiedergegebenen Koordinaten von 37° 0′ S, 151° 13′ W (südlich der Austral-Inseln) dienten bis 1983 als Grundlage der Eintragungen in Seekarten und Atlanten. Eine Überprüfung des Logbuchs der „Maria Theresa“ durch das britische Hydrografische Institut führte zumindest auf Seekarten zur Korrektur der Koordinaten um über 1000 km nach Osten, während viele Atlanten weiterhin die alten Koordinaten verwenden. Einige wenige Versuche im 20. Jahrhundert, die Insel wiederzufinden, blieben für beide überlieferten Positionen erfolglos.
Auch aufgrund von Satellitenbildern liegt die Vermutung nahe, dass das Riff zumindest in der Gegenwart nicht existiert. Da aber weder ein inzwischen unter den Meeresspiegel abgesunkenes Korallenriff noch die Existenz des Maria-Theresia-Riffs überhaupt definitiv ausgeschlossen werden kann, verzeichnen die Seekarten das Riff aus Sicherheitsgründen weiterhin.
Auf französischen Seekarten wird das Riff als Tabor wiedergegeben, offenbar eine falsche Übertragung des Entdeckernamens Taber.
Literarisch verewigte es Jules Verne in seinen beiden Romanen Die Kinder des Kapitän Grant und Die geheimnisvolle Insel. In beiden beschreibt er es als bewohnbare Insel, die Kapitän Grant und zwei seiner Matrosen nach einem Schiffbruch mehrere Jahre als Zufluchtsort dient. Auf Tabor wird am Ende der ersten Geschichte der Verbrecher Ayrton ausgesetzt, der in der zweiten Geschichte von den auf der Insel Lincoln notgelandeten Flüchtlingen gerettet wird.